# Pastorale sur la Naissance de Notre Seigneur Jésus-Christ H.482
La Pastorale sur la Naissance de Notre Seigneur Jésus-Christ H.482 est une pastorale de Noël pour solistes, chœur, 2 dessus de violes et basse continue composée par le compositeur français de musique baroque Marc-Antoine Charpentier entre 1683 et 1685.

## Historique

### Le genre de la Pastorale de Noël
Le genre de la Pastorale sur la Nativité apparaît à une époque où les Noëls nouveaux, mi-civils, mi-rustiques, étaient nombreux, comme ceux des poètes François Colletet vers 1660 et Françoise Pascal vers 1670 (et, plus tard, ceux de l'abbé Simon-Joseph Pellegrin vers 1722).
Ce genre résulte de la conjonction du genre de l'Histoire Sacrée et de celui de la Pastorale profane, héritage païen des poètes bucoliques de la Grèce antique comme Théocrite, Bion et Moschos. La Pastorale sur la Nativité conserve les traits formels de la Pastorale profane ainsi que son déploiement musical dans le registre du « tendre » mais le ressort dramatique se déplace de l'intrigue amoureuse du berger et de la bergère vers l'histoire du Salut.

### LaPastorale sur la Naissance de Notre Seigneur Jésus-Christ
Charpentier a composé deux Pastorales en français sur le thème de la Nativité numérotées dans le W. Hitchcock : H.482 et H.483.
La Pastorale sur la Naissance de Notre Seigneur Jésus-Christ H.482 a été composée entre 1683 et 1685 pour la musique de Marie de Lorraine, duchesse de Guise et cousine du roi Louis XIV, qui entretenait en son hôtel un petit ensemble de chanteurs et d'instrumentistes que Charpentier dirigea jusqu'à la mort de la princesse en 1688. Sept chanteurs au service de la princesse sont nommés dans le manuscrit, ainsi que deux dessus de viole et orgue.
Elle est contemporaine des premiers grands opéras qui bouleversent l'horizon musical français durant le dernier quart du XVIIe siècle, comme le David et Jonathas de Charpentier.
Par ailleurs, Charpentier a également écrit plusieurs motets dramatiques en latin sur le thème de la Nativité, improprement appelés oratorios de Noël, comme In nativitatem Domini canticum H.314, Canticum in nativitatem Domini H.393, In nativitatem Domini Nostri Jesu Christi canticum H.414, In nativitatem Domini canticum H.416, , Dialogus inter angelos et pastores Judeae in nativitatem Domini canticum H.420, In nativitate Domini Nostri Jesu Christi canticum  H.421.

## Description
D'une dimension beaucoup plus modeste que la Pastorale sur la Naissance de N.S. Jésus-Christ H.483, la pastorale H.482 met en scène trois bergères (Silvie, Doris et Climène), trois bergers (Tircis, Philène et Damon) et le chœur des bergers.
Elle présente deux scènes équilibrées.
La première scène se déroule dans l'étable de Bethléem où la bergère Silvie et le berger Tircis dialoguent en s'émerveillant devant l'enfant (Qu'il est charmant, qu'il a d'appas) et sa mère Marie (On juge à son air gracieux et par le noble éclat qui brille dans ses yeux qu'elle est de royale origine).
Après un menuet, la seconde scène montre le couple qui annonce aux autres bergers l'arrivée du pasteur qu'ils attendent depuis longtemps (Ce pasteur est venu, Jésus est au berceau) et les invite à se réjouir (Poussez, heureux bergers, poussez à sa naissance mille chants de réjouissance).

## Discographie
- Sur la Naissance de Notre-Seigneur Jésus-Christ H.482, Agnès Mellon (Silvie), Dominique Visse (Tircis), Jill Feldman et Catherine Bignalet (bergères), Michel Laplénie (berger, ténor), Philippe Cantor et François Fauché (bergers, basses) couplé avec Un oratorio de Noël (In nativitatem Domini canticum H. 416), par Les Arts florissants, dirigés par William Christie (enregistré en août 1983 et paru en 1983 sur CD Harmonia Mundi HMC 905130)